# Мистическое Рождество
«Мистическое Рождество» (итал. Natività mistica) — одна из последних картин флорентийского художника Сандро Боттичелли, созданная в период, отмеченный в его творчестве сломом оптимизма кватроченто, ростом религиозности и остро трагическим восприятием мира.
Полотно было практически не известно, пока его на вилле Альдобрандини не увидел  и не приобрёл англичанин Отли. Боттичелли был «переоткрыт» художественными критиками с началом движения прерафаэлитов, именно тогда Джон Рёскин дал холсту его нынешнее название. В 1878 году за 1500 фунтов картину приобрела Лондонская Национальная галерея. В верхней части полотна сохранилась греческая надпись, которая гласит:

Она была написана в конце 1500 года во время беспорядков в Италии, мною, Александром, в половине того периода, в начале которого исполнилась глава IX святого Иоанна и второе откровение Апокалипсиса, когда Сатана царствовал на земле три с половиной года. По миновании этого срока дьявол снова будет закован, и мы увидим низвергнутым, как на этой картине.
Оригинальный текст (греч.)Εγώ, ο Αλέξανδρος, ζωγράφισα το έργο αυτό, στο τέλος του έτους 1500, σε καιρούς ταραγμένους για την Ιταλία, στο μισό του χρόνου, κατά την εκπλήρωση της προφητείας του 11ου κεφαλαίου [της Αποκάλυψης] του Ιωάννη, στην εποχή της δεύτερης πληγής της Αποκάλυψης, όταν ο διάβολος αφήνεται ελεύθερος για τρεισήμισι χρόνια. Μετά θα αλυσοδεθεί σύμφωνα με το 12ο κεφάλαιο και θα τον δούμε να συντρίβεται, όπως σε αυτό τον πίνακα.
Дать какое-либо толкование этому тексту с апокалиптическими аллюзиями чрезвычайно сложно. Очевидно, что произведение принадлежит Боттичелли, так как оно подписано (Алессандро, Сандро — производное от Александр) и датировано 1501 годом (флорентийский год заканчивался 24 марта, а художник упоминает о конце 1500 года). Кроме того, автор упоминает о политических беспорядках в Италии, то есть картина написана во время политических и военных волнений, сотрясавших родную для художника Тоскану после смерти Лоренцо Великолепного.
«Апокалипсис» Иоанна упоминается, скорее всего, в связи с концом долгих испытаний (начало которых исследователи творчества Боттичелли относят к моменту сожжения фра Джироламо Савонаролы или с жестокими военными кампаниями Чезаре Борджиа), когда зло будет повержено.
В композиции «Мистического рождества» художник опирался как на священные представления, так и на проповеди Савонаролы. Об этом свидетельствует иллюстрация одного из сборников проповедей фра Джироламо (1496, Флоренция, Национальная библиотека). Иконография картины, как и интонация надписи, отмечены влиянием мистицизма и строгости учения проповедника.
О речах Савонаролы, в частности о его рождественской проповеди, произнесённой под флорентийский 1494 год, где он призывал жителей Флоренции превратить город в новый Назарет, напоминают пришедшие поклониться младенцу фигуры в современных художнику одеждах, умиротворённые спасительным объятием с ангелами; между тем демоны внизу картины спешат спрятаться в разверзшиеся в земле щели.
На крыше хижины — три ангела, одетые в белое, красное и зелёное. Эти цвета олицетворяют Благодать, Истину и Справедливость, часто фигурировавшие в речах Савонаролы. В сцене доминирует тема мира и покоя, подчёркнутая символикой оливковых венков и ветвей, сопровождающих персонажей. Ветви оливы держат в руках и кружащие над хижиной ангелы — сюжет, заимствованный из практиковавшегося со времён Брунеллески убранства церквей для священных представлений.